# ギャラクティック・ウォーズ
『ギャラクティック・ウォーズ』は、1982年6月に日本ファルコムから発売されたコンピュータゲームで、同社の処女作である。正式タイトルは『ギャラクティック・ウォーズ1 (第三帝国の侵略)』。タイトルに1とあるが、続編は発売されていない。
本作は、プレイヤーは銀河連合軍の司令官となり、惑星M23を攻撃しようとする第三帝国の宇宙空母を殲滅させることを目的とする内容である。
本作は、のちに日本ファルコムへ入社する木屋善夫の処女作であり、元々はコンピュータショップだった日本ファルコムの常連客だった木屋が趣味で作っていたものだった。開発に当たってはBASIC言語が用いられている。
本作はファルコムから木屋に貸与されたカシオのFP-1100用ソフトとして発売されたのち、NECのPC-8801とPC-9801向けにも移植された。